# Tele-Echo

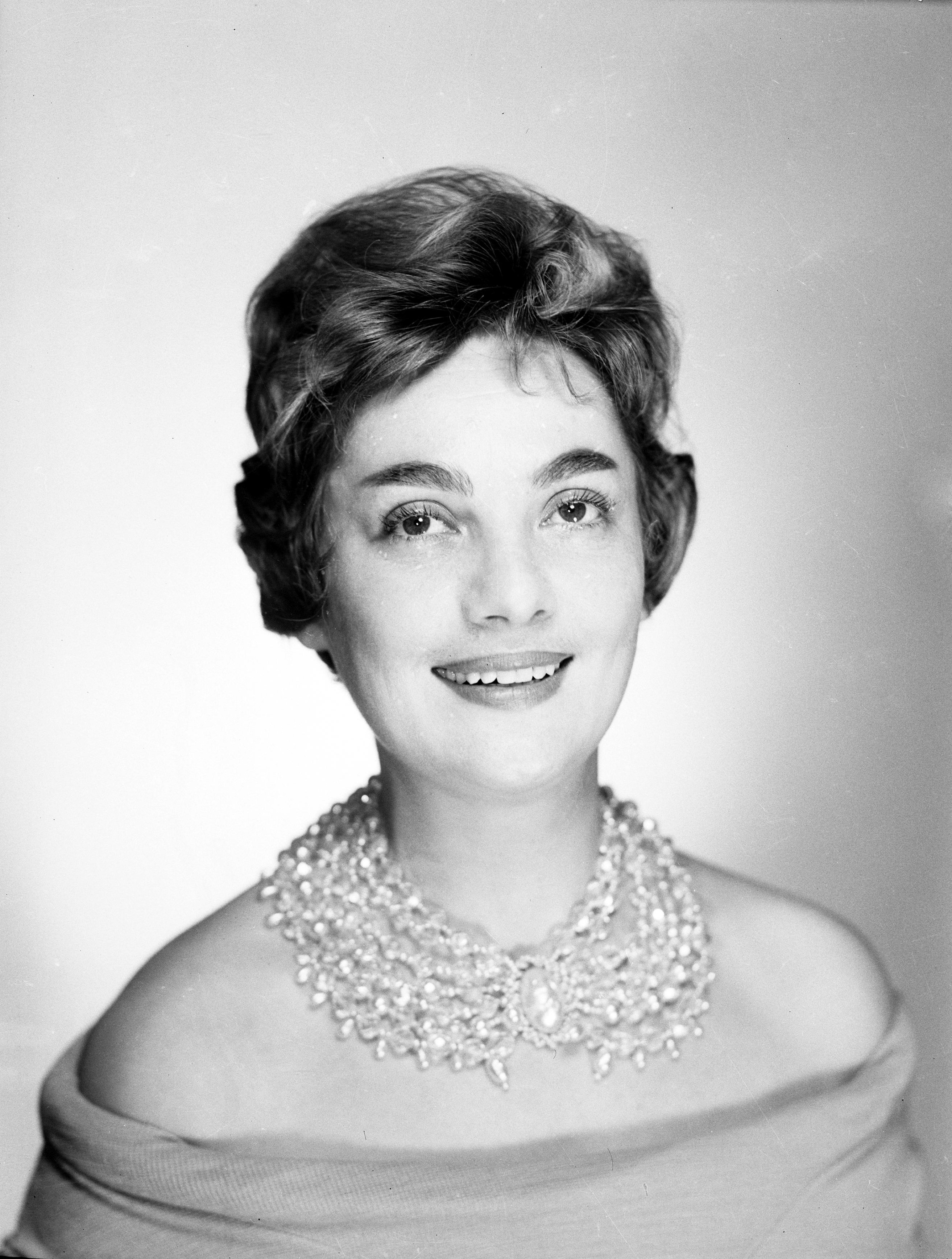
Tele-Echo było prowadzone przez Irenę Dziedzic

Tele-Echo – pierwszy talk-show w Polsce, nadawany na antenie TVP1 od 26 marca 1956 do 29 marca 1981. Był to cykliczny program prowadzony przez Irenę Dziedzic, która rozmawiała w studiu z zaproszonymi gośćmi na temat ich życia zawodowego i prywatnego. Program w pewnym okresie współprowadzili też m.in. Edward Dziewoński, Adam Pawlikowski, Bohdan Tomaszewski i Alina Janowska.

## Historia
Pomysłodawczynią wprowadzenia formatu do Telewizji Polskiej była Mira Michałowska, która wzorowała się na francuskim programie Tele-Paris. Pierwsze odcinki Tele-Echa reżyserował Jerzy Gruza, a inspicjentką była Olga Lipińska. Za scenografię w studiu początkowo odpowiadał Jan Lenica, a następnie – Jerzy Napiórkowski.
Według wspomnień Ireny Dziedzic, Tele-Echo było pierwszym w Polsce programem publicystycznym nadawanym w kolorze.
Gośćmi pierwszego odcinka programu, który poprowadzili Irena Dziedzic i Edward Dziewoński, byli: aktorka Aleksandra Śląska i fryzjer Gabriel Sielski, z którego usług Dziedzic korzystała od 1948. Zrealizowano i wyemitowano łącznie 806 edycji programu, a Dziedzic na jego potrzeby przeprowadziła ponad 12 tys. wywiadów. Program początkowo realizowano w studiu 1 w budynku TVP przy Placu Powstańców w Warszawie, a następnie w Pałacu Kultury i Nauki (najpierw w Sali Kongresowej, a później w sali teatralnej). Przez pierwsze 10 lat program był emitowany na żywo, później rozmowy były wcześniej wyreżyserowane, a goście często mieli spisane odpowiedzi na pytania przygotowane przez prowadzącą. Nagrania programu odbywały się w piątki. W 1976 przerwano realizację programu na kilka miesięcy.
Był to najdłużej istniejący autorski program telewizyjny na świecie. Archiwa programu zostały zniszczone przez ówczesnych redaktorów TVP.